# Euchroit
Euchroit ist ein selten vorkommendes Mineral aus der Mineralklasse der „Phosphate, Arsenate und Vanadate“. Es kristallisiert im orthorhombischen Kristallsystem mit der Zusammensetzung Cu2[OH|AsO4]·3H2O, ist also chemisch gesehen ein wasserhaltiges Kupfer-Arsenat mit zusätzlichen Hydroxidionen.
Euchroit ist durchsichtig bis durchscheinend und entwickelt überwiegend idiomorphe Kristalle mit dicktafeligem, isometrischem oder prismatischem Habitus von smaragdgrüner bis lauchgrüner Farbe bei hellgrüner Strichfarbe. Die Kristallflächen zeigen einen glasähnlichen Glanz.
Mit einer Mohshärte von 3,5 bis 4 liegt Euchroit zwischen den Referenzmineralen Calcit (3) und Fluorit (4), lässt sich also gut mit einem Taschenmesser ritzen.

## Etymologie und Geschichte
Erstmals entdeckt wurde Euchroit von Herrn von Heldreich in der Kupfer-Lagerstätte Svätodušná (Svätoduska) nahe Ľubietová (deutsch Libethen) im slowakischen Okres Banská Bystrica und beschrieben 1823 durch August Breithaupt, der das Mineral aufgrund seiner smaragdgrünen Farbe nach den griechischen Worten εὐ eu d. h. ‚gut, schön‘ und χρῶμα chrṓma d. h. ‚Farbe‘ benannte.
Das Typmaterial des Minerals wird in der Mineralogischen Sammlung der Technischen Universität Bergakademie Freiberg aufbewahrt (Register-Nr. 21335).

## Klassifikation
In der veralteten 8. Auflage der Mineralsystematik nach Strunz gehörte der Euchroit zur Mineralklasse der „Phosphate, Arsenate, Vanadate“ und dort zur Abteilung „Wasserhaltige Phosphate, Arsenate und Vanadate mit fremden Anionen“, wo er gemeinsam mit Legrandit, Nissonit, Spencerit und Strashimirit in der Gruppe „Tagilit“ mit der Systemnummer VII/D.02 steht.
In der zuletzt 2018 überarbeiteten Lapis-Systematik nach Stefan Weiß, die formal auf der alten Systematik von Karl Hugo Strunz in der 8. Auflage basiert, erhielt das Mineral die System- und Mineralnummer VII/D.07-030. Dies entspricht der Klasse der „Phosphate, Arsenate und Vanadate“ und dort der Abteilung „Wasserhaltige Phosphate, mit fremden Anionen“, wo Euchroit zusammen mit Cloncurryit, Domerockit, Ianbruceit, Kovdorskit, Lapeyreit, Legrandit, Nevadait, Nissonit, Spencerit, Strashimirit und Whitecapsit eine unbenannte Gruppe mit der Systemnummer VII/D.07 bildet.
Die von der International Mineralogical Association (IMA) zuletzt 2009 aktualisierte 9. Auflage der Strunz’schen Mineralsystematik ordnet den Euchroit in die Klasse der „Phosphate, Arsenate und Vanadate“ und dort in die Abteilung „Phosphate usw. mit zusätzlichen Anionen; mit H2O“ ein. Hier ist das Mineral in der Unterabteilung „Mit ausschließlich mittelgroßen Kationen; (OH usw.) : RO4 = 1 : 1 und < 2 : 1“ zu finden, wo es als einziges Mitglied eine unbenannte Gruppe mit der Systemnummer 8.DC.07 bildet.
In der vorwiegend im englischen Sprachraum gebräuchlichen Systematik der Minerale nach Dana hat Euchroit die System- und Mineralnummer 42.06.03.01. Das entspricht der Klasse der „Phosphate, Arsenate und Vanadate“ und dort der Abteilung „Wasserhaltige Phosphate etc., mit Hydroxyl oder Halogen“. Hier findet er sich innerhalb der Unterabteilung „Wasserhaltige Phosphate etc., mit Hydroxyl oder Halogen mit (AB)2(XO4)Zq × x(H2O)“ als einziges Mitglied in einer unbenannten Gruppe mit der Systemnummer 42.06.03.

## Bildung und Fundorte

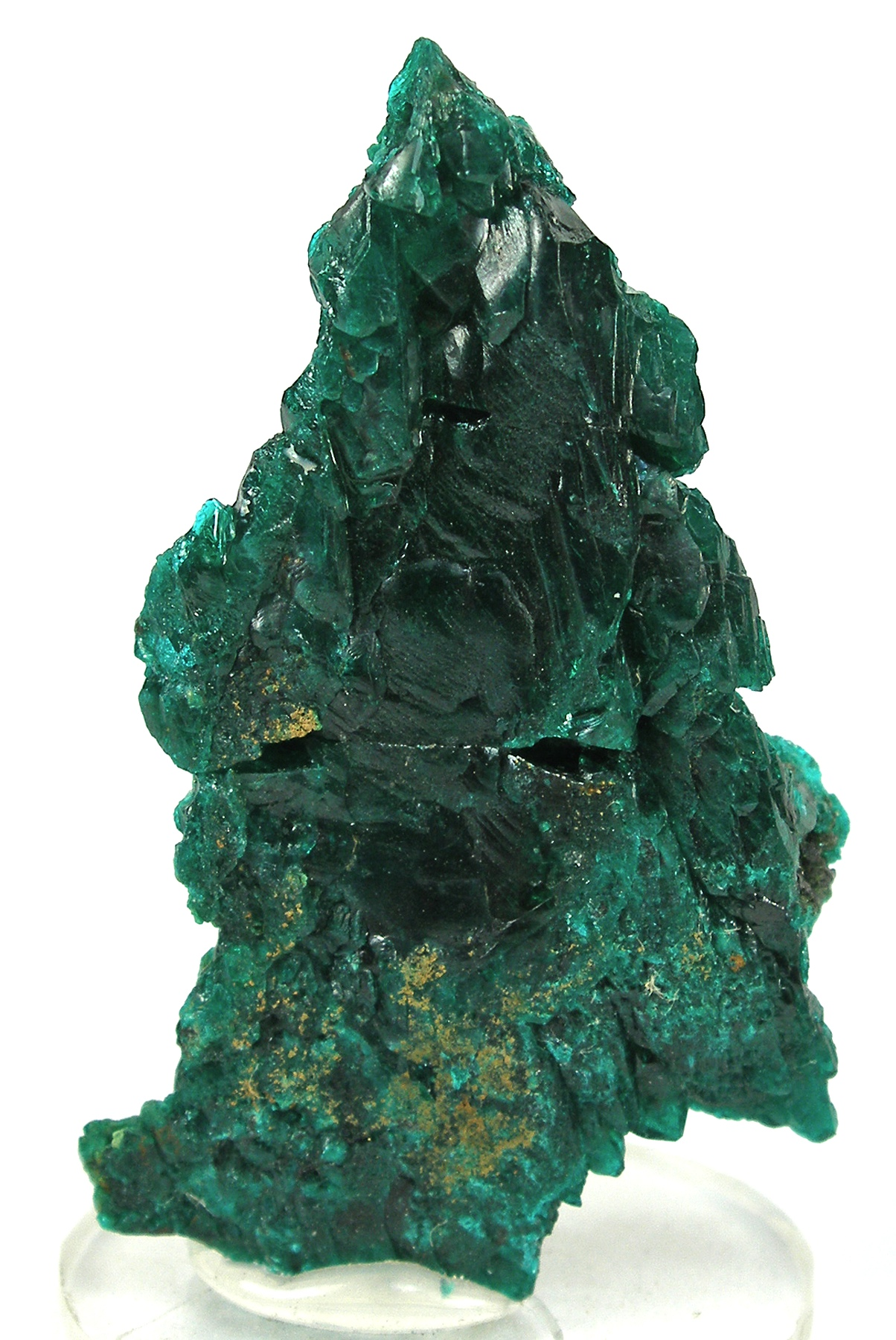
Euchroit aus der Kupferlagerstätte „Cramer Creek“, Missoula County, Montana, USA (Größe: 3,5 × 2,2 × 0,5 cm)

Euchroit bildet sich in der Oxidationszone einiger kupferhaltiger, hydrothermaler Lagerstätten. Als Begleitminerale treten unter anderem Azurit, Malachit, Olivenit und Strashimirit auf.
Als seltene Mineralbildung konnte Euchroit nur an wenigen Fundorten nachgewiesen werden, wobei bisher (Stand: 2013) rund 20 Fundorte als bekannt gelten. Neben seiner Typlokalität Svätodušná (Svätoduska) bei Ľubietová trat das Mineral in der Slowakei bisher nur noch in der Lagerstätte Farbište bei Poniky auf. Die slowakischen Fundorte gehören zusammen mit der „Mina de Carlés“ in der spanischen Gemeinde Salas (Asturien) aufgrund ihrer reichhaltigen Euchroitfunde zu den bekanntesten Fundorten für dieses Mineral.
Der bisher einzige bekannte, deutsche Fundort ist die „Grube Grüneau“ (Grüne Au, Grünau) bei Schutzbach in Rheinland-Pfalz.
In Österreich fand man Euchroit unter anderem in einer Magnesit-Grube, dem „Danielstollen“ im Revier Schwarzleo und einer prähistorischen Halde am Schwarzleograben nahe Hütten (Gemeinde Leogang) in Salzburg sowie am Graschberg und an der Flirscher Skihütte in Nordtirol.
In der Schweiz ist mit der Mürtschenalp im Murgtal (St. Gallen) ebenfalls bisher nur ein Fundort für Euchroit bekannt.
Weitere Fundorte sind unter anderem die „Nadbuck Mine“ bei Silverton (New South Wales) und die „Dome Rock Copper Mine“ in South Australia in Australien, die Kupferlagerstätte Zapachitsa (Zapacica) in der bulgarischen Gemeinde Swoge; bei Sierra Gorda in der chilenischen Región de Antofagasta, die Minen von „Kamariza“ bei Aghios Konstantinos (Kamariza) in der griechischen Gemeinde Lavrio (Attika), die Minen von Montevecchio in der Gemeinde Arbus (Sardinien) in Italien, Moldova Nouă in Rumänien, Horní Slavkov (Schlaggenwald) in der tschechischen Region Karlovarský kraj (Karlsbad) sowie die „Copper Cliff Mine“ im Missoula County (Montana), die „Number Eight Mine“ (Blue Star Mine) im Eureka County (Nevada) und die „Sterling Mine“ am Sterling Hill im Sussex County (New Jersey) in den Vereinigten Staaten von Amerika.

## Kristallstruktur
Euchroit kristallisiert orthorhombisch in der Raumgruppe P212121 (Raumgruppen-Nr. 19) mit den Gitterparametern a = 10,06 Å; b = 10,51 Å und c = 6,10 Å sowie 4 Formeleinheiten pro Elementarzelle.